# Tasa horaria zenital

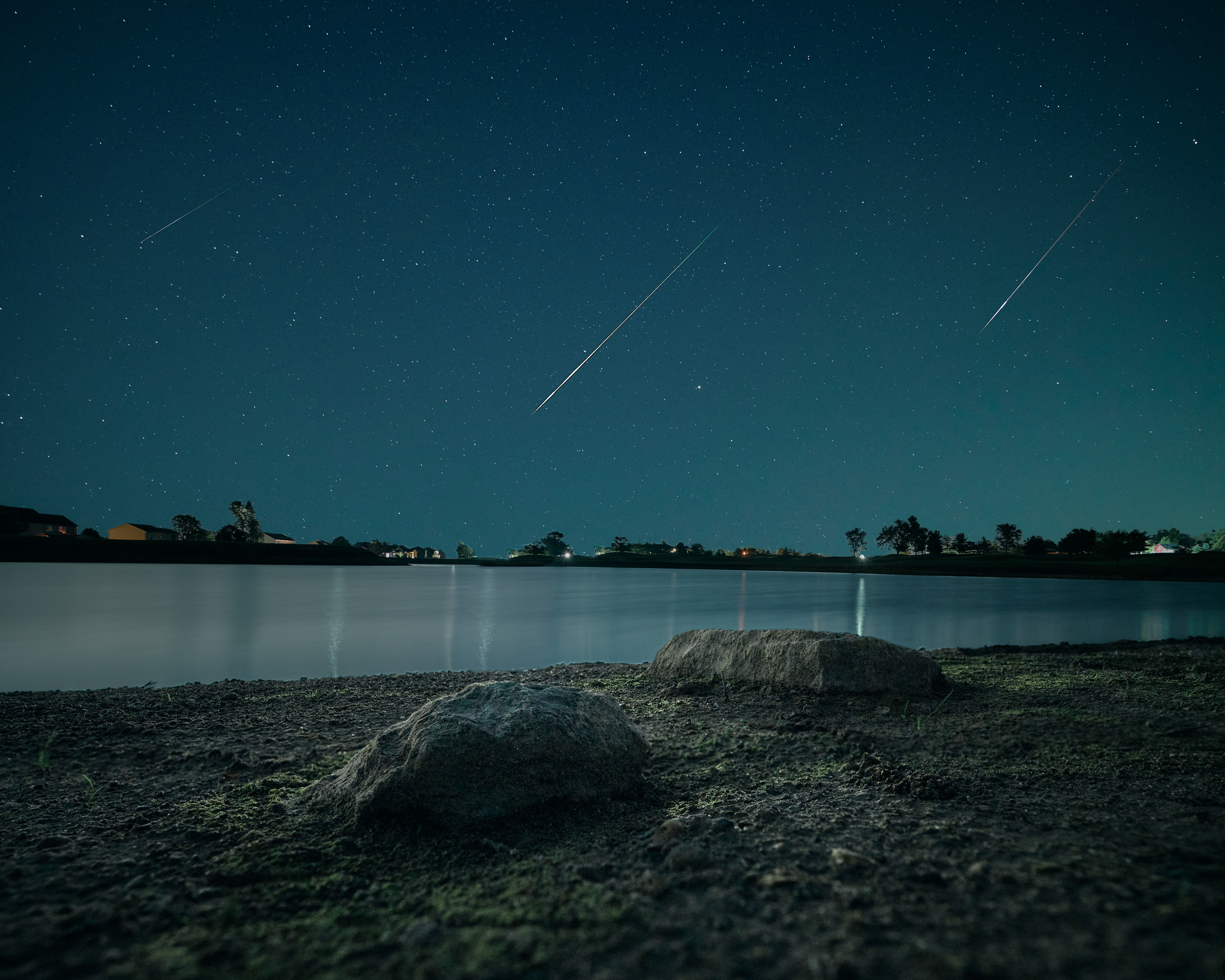
Lapso nocturno

En astronomía, la tasa horaria zenital (THZ, también escrito tasa horaria cenital, THC) es el número máximo calculado de meteoros que un observador ideal podría ver bajo un cielo perfectamente claro y con el radiante ubicado directamente en el cenit. Este valor es dado en términos de meteoros por hora. En aquellos casos que un nivel de actividad se presente elevado durante un período menor a una hora, se utiliza la THZ equivalente (THZE) como si se hubiese mantenido durante una hora.
Este parámetro define el nivel de actividad de una lluvia de estrellas.

## Cálculo del THZ
{\displaystyle THZ={\cfrac {{\cfrac {N}{t}}\cdot F\cdot r^{6.5-lim}}{\operatorname {sen}(hR)}}}

### Cálculo de la tasa horaria
{\displaystyle {\cfrac {N}{t}}}
N es el número de meteoros que divisamos en una lluvia de estrellas que observamos por hora o fracción de hora (t).
Cuanto mayor sea el tiempo de observación, se obtendrá una cifra más realista.
Por ejemplo: Si hemos observado durante 186 minutos ({\displaystyle {\cfrac {186}{60}}} = 3,1 horas) y se han contado 770 meteoros, se obtiene una tasa de {\displaystyle {\cfrac {770}{3,1}}} = 248 meteoros/hora.
Si la observación ha sido durante 18 minutos, pero un observador lo ha realizado en los primeros 18 minutos de la franja anterior, mientras que otro, lo ha hecho en los últimos 18 minutos:
Observador 1: En 18 minutos ha observado 175 meteoros, su tasa es de: {\displaystyle {\cfrac {175}{\cfrac {18}{60}}}} = {\displaystyle {\cfrac {60*175}{18}}} = 583 meteoros/hora.
Observador 2: En 18 minutos ha observado 55 meteoros, su tasa es de: {\displaystyle {\cfrac {55}{\cfrac {18}{60}}}} = {\displaystyle {\cfrac {60*55}{18}}} = 183 meteoros/hora.
Ambas tasas, muy dispersas de la calculada promediadamente de 248 meteoros/hora, ya que el flujo meteórico es completamente aleatorio.

### Cálculo del campo efectivo de observación
{\displaystyle F={\cfrac {1}{1-k}}}
F (del inglés, field) es el campo efectivo de observación, es decir, si el cielo está nublado parcialmente o hay algún tipo de obstáculo que impida que una parte del cielo no sea visible, el valor K es la fracción no visible de cielo, tomando 1 como unidad (tanto por uno).
Si observamos que una quinta parte del cielo está prácticamente nublada en esa franja de tiempo de observación, hacemos {\displaystyle k={\cfrac {1}{5}}=0,2}, entonces el valor de F será: 
{\displaystyle F={\cfrac {1}{1-0,2}}=0,21} (redondeando a la centésima)

### Índice poblacional
Es un parámetro estadístico característico de cada clase lluvia de estrella y que está en función de la distribución de meteoros en función de la magnitud aparente.
{\displaystyle r^{6,5-lim}}

### Cálculo de la tasa cenital
Calculada la altura h de la radiante meteórica, para trasladar los valores a un valor efectivo si éste estuviese en el cénit, todos los factores anteriores deberán ser divididos por el seno del ángulo (hR) (altura de la radiante)
En el ejemplo, la radiante se encuentra a 30° sobre el horizonte, entonces: 
{\displaystyle {\operatorname {sen} hR}={\operatorname {sen} 30}={\cfrac {1}{2}}=0,5}

### Un ejemplo
Un observador ha contado 150 meteoros en 186 minutos, la radiante se encuentra situada a 50° desde el horizonte, puede observar tres quintas partes de cielo, se ha consultado en una tabla astronómica y esta lluvia de estrellas tiene un índice poblacional de 2,1.
- Cálculo de la tasa : {\displaystyle {\cfrac {150}{\cfrac {186}{60}}}} = {\displaystyle {\cfrac {60\cdot 150}{186}}} = 48 meteoros/hora

- El campo efectivo de observación será:{\displaystyle F={\cfrac {1}{1-{\cfrac {3}{5}}}}=2,5}

- Índice poblacional : {\displaystyle r^{6,5-lim}=2,1}
- Cálculo de la tasa efectiva al cénit: Debido a que la altura de la radiante está a 50° sobre el horizonte, el seno de 50° vale 0,766.

En resumen:
{\displaystyle THZ={\cfrac {{\cfrac {N}{t}}\cdot F\cdot r^{6.5-lim}}{\operatorname {sen}(hR)}}={\cfrac {48*2,5*2,1}{0,766}}=329meteoros/hora}